# Colin Bass
Colin Bass (Londra, 4 maggio 1951) è un bassista e produttore discografico britannico noto principalmente per essere membro della band rock progressivo Camel.

## Biografia
Nato a Londra nel 1951, si fece notare sin dalla metà degli anni settanta come produttore discografico, lavorando con moltissimi artisti internazionali, tra cui: i Klezmatics, i SambaSunda, inKrar Collective, gli Etran Finatawa   e molti altri. Come artista ospite è apparso in album di numerosi artisti di fama internazionale, tra cui la cantante maliana Oumou Sangare, suonando in tutti i brani del suo album Ko Sira del 1993. Nello stesso periodo si unisce ai Velvet Opera.
Nel 1976  Bass si unì a Steve Hillage, che stava mettendo insieme una band per promuovere l'album L in un tour di sei mesi in Europa e negli Stati Uniti. La formazione includeva l'ex batterista dei Jethro Tull Clive Bunker.
Nel 1977, Bass fu invitato dal sassofonista e compositore americano Jim Cuomo, che aveva suonato occasionalmente con Clancy, a partecipare al suo musical Woe Babylon al Festival di Edimburgo. La band dello spettacolo includeva il pianista Ollie Marland e il batterista Miguel Olivares e questo quartetto è diventato un progetto noto come Casual Band. Le registrazioni sono state effettuate con il produttore Tom Newman ma non sono mai state pubblicate.
Nel 1979, Laurie Small, tour manager di Steve Hillage, presentò Bass al gruppo rock progressivo britannico Camel. La formazione all'epoca era composta da Andrew Latimer, Andy Ward e i tastieristi Kit Watkins  e Jan Schelhaas. Seguirono due album I Can See Your House From Here (1979) e Nude (1980) e rispettivi tour internazionali.

## Discografia

### Solista
- 1998: An Outcast of the Islands
- 1999: Poznań Pie – Live in Concert VHS
- 2000: Live Vol. 2 – Acoustic Songs
- 2002: Gently Kindly
- 2003: In the Meantime
- 2003: An Outcast of the Islands – Remastered + 3 bonus tracks
- 2012: An Outcast of the Islands - Reissue
- 2015: At Wild End

### Con i Camel
- 1979: I Can See Your House from Here
- 1981: Nude
- 1984: Pressure Points: Live in Concert (live, 11 May 1984, Hammersmith Odeon, London, UK)
- 1991: Dust and Dreams
- 1993: Never Let Go (1993) (live, 5 September 1992, Enschede, Netherlands) 2 CD
- 1996: Harbour of Tears
- 1997: On the Road 1981 (1997) (live, BBC radio, 2 April 1981, Hammersmith Odeon, London, UK)
- 1998: Coming of Age (1998) (live, 13 March 1997, Billboard, Los Angeles, USA) – Live CD and DVD
- 1999: Rajaz

### Con i 3 Mustaphas 3
- 1986: Orchestra BAM de Grand Mustapha International
- 1987: Shopping
- 1990: Soup of the Century
- 1991: Friends, Fiends & Fronds
- 2001: Play Musty for Me